# 巍山机场
巍山机场是第二次世界大战期间于今云南省大理白族自治州修建的一座简易机场，现已不存在，原址在今巍山彝族回族自治县南诏镇西北2公里的西河东岸。

## 历史
巍山机场建于1940年，场地西至西河旧道，东至瓦窑坝，南北长1,000 米，东西相距南端宽332米，北端宽450米，面积为39.1万平方米，除土跑道外，没有其它设施。1943年10月，美国盟军陈纳德部飞虎队一架战斗机空战后故障在巍山机场盘旋，飞行员跳伞成功，飞机坠毁；次日一架中国小型双翼机在巍山机场降落，接走美军飞行员，此后巍山机场未再降落过飞机。
中华人民共和国成立后，1953年2月12日，原蒙化县政府指定民主乡民兵对机场进行保护。同年4月27日，西南军区空军司令部通知允许群众继续耕种原机场土地被开垦的部分，但产权仍归空军所有，待需要时立即收回。后因西河多次改道，机场被垦为田地，部分成为河滩。

## 资料来源
1. 1 2  大理白族自治州交通局. . 昆明: 云南人民出版社. 1991: P 211-212. ISBN 7-222-00770-9.